# 高田土居
高田土居（たかだどい）は、和歌山県日高郡みなべ町気佐藤（旧・紀伊国日高郡南部荘）にあった城館。高田城や高田要害、三鍋城とも呼ばれ、高田土居城とも呼称される。みなべ町指定文化財（「高田の土居城跡」）。

## 概要
高野山蓮華乗院の所領である南部荘に所在し、条里型地割が残る八丁田圃の南端に位置していた。当初は南部荘の灌漑用水開削に伴う施設として築かれたとみられ、その後、紀伊守護・畠山氏により紀伊奥郡支配のための拠点として整備されたと考えられる。城主と伝えられる野辺氏は奥郡小守護代として紀伊に入部しており、高田土居は紀南を広く管轄する拠点となっていた。
高田土居は、15世紀前半に構築された時点で2重の堀に囲まれ、土塁も備えていた。15世紀後半には城域を拡張して、南北225メートル、東西150メートルの規模となっており、大野（海南市）や広（広川町）の守護館を超える広さとなっている。
15世紀中頃に始まる畠山政長と畠山義就の家督争いにおいて、その争奪戦の対象となった。文正2年（1467年）1月、義就の養子の畠山政国が高田土居とみられる「三鍋城」を攻め落として、その周辺の郷1,000軒ほどを焼き払ったという（『経覚私要鈔』）。文明9年（1477年）10月には畠山義就方の勢力が「高田要害」に攻め寄せ、政長方に付く湯河氏が後詰として軍勢を派遣し、合戦を行った。文明15年（1483年）8月には義就方の牢人らが「高田之要害」を攻めている。明応5年（1498年）から永正5年（1508年）の間のものとされる書状では、義就流の畠山基家・義英方の勢力が高田土居に籠城している様子が記されている。
大永2年（1522年）に畠山氏の家臣である野辺慶景の居城の平須賀城が落城したと伝わり、それ以降野辺氏の姿が見えなくなっているが、それに伴い高田土居の名前も史料上確認できなくなる。畠山氏の支配が後退し、高田土居が使用されなくなったためと考えられる。
その後、16世紀半ばまでには館はなくなり、その跡地には鋳造工房が作られた。井戸の跡を利用した溶解炉や鋳物を保管する土蔵などがあったことが、発掘調査から判明している。
1997年（平成9年）より、高田土居北部に阪和自動車道のみなべインターチェンジが建設されるのに伴って発掘調査が行われた。その結果、それまで城として認識されていた範囲が内郭部であり、高田土居がそれに加え外郭部を備えていたことなどが明らかとなった。